# Škofija, Šmarje pri Jelšah
Škofija este o localitate din comuna Šmarje pri Jelšah, Slovenia, cu o populație de 113 locuitori.